# Sibylle Schupp
Sibylle Schupp (* 1964) ist eine deutsche Informatikerin und Hochschullehrerin. Seit 2009 ist sie Professorin für Softwaresysteme an der Technischen Universität Hamburg. Ihr Forschungsschwerpunkt sind theoretische Verfahren der Softwareanalyse sowie in jüngerer Zeit auch interdisziplinäre, thematische Überschneidungen zwischen Rechtswissenschaften und Informatik – etwa im Bereich Datenschutz.

## Werdegang
Sibylle Schupp stammt aus Frankenthal in der Pfalz und absolvierte nach ihrem Abitur zunächst ein Studium der Germanistik und Geschichte, bevor sie zur Mathematik wechselte, das Diplomstudium abschloss und 1996 an der Universität Tübingen mit einer Arbeit über Generische Programmierung im Fach Informatik promovierte. Im Anschluss forschte sie bis 2003 als Postdoc, später Assistant Professor an der Universität Rensselaer im Bundesstaat New York. An der Technischen Hochschule Chalmers in Göteborg leitete sie im Anschluss die Forschungsgruppe für Software-Methodologien und -systeme, wobei sie sich mit fehlertoleranten softwaregesteuerten Regelungssysteme im Automotive-Bereich beschäftigte und die Programmiersprache C++ mit weiterentwickelte. Ihre Lehrerfahrungen sammelte sie an dieser Universität als Direktorin des internationalen Master-Studiengangs Software Engineering and Technology.
Seit 2009 forscht und lehrt sie als Professorin für Softwaresysteme an der Technischen Universität Hamburg. Im Jahr 2018 war sie zudem assoziierte Forscherin am Alexander von Humboldt Institut für Internet und Gesellschaft. In ihren jüngeren Arbeiten untersucht sie, wie Algorithmen die Umsetzung von Richtlinien unterstützen können – zum Beispiel wenn es um das Prinzip „Privacy by Design“ in der Datenschutz-Grundverordnung geht, oder um nicht-binäre algorithmische Entscheidungen.

## Auszeichnungen
- 1996: Promotionspreis der Universität Tübingen[2]

## Publikationen (Auswahl)
- Generic programming – SUCHTHAT one can build an algebraic library. (Dissertation). Tübingen 1996 (englisch).
- mit Douglas Gregor, Jaakko Jarvi, Mayuresh Kulkarni, Andrew Lumsdaine, David Musser: Generic Programming and High Performance Libraries. In: International Journal of Parallel Programming. Vol. 33, Nr. 2/3. Kluwer Academic Publishers-Plenum Publishers, 2005, ISSN 1573-7640, doi:10.1007/s10766-005-3580-8.
- Tool Support of Formal Methods for Privacy by Design. 2019, arxiv:1903.11092.